# Dukezong
Dukezong est un village tibétain situé dans le Xian de Shangri-La, dans le Yunnan, en République populaire de Chine. Il est à 3 200 m d'altitude, et a une histoire de 1 300 ans.
Le 11 janvier 2014, un gigantesque incendie détruit une partie du village. Le feu a aussi détruit des antiquités et des pièces d'art tibétaines.